# بلک فرانسیس
چارلز مایکل کیتریج تامسون چهارم (به انگلیسی: Charles Michael Kittridge Thompson IV) مشهور به بلک فرانسیس (به انگلیسی: Black Francis)، خواننده، ترانه‌نویس و گیتاریست آمریکایی است. او عمدتاً به عنوان خواننده اصلی گروه آلترنیتیو راک پیکسیز شناخته می‌شود. پس از اینکه گروه پیکسیز در سال ۱۹۹۳ برای مدت ۱۰ سال منحل شد، او پیشه‌ای انفرادی را در پیش گرفت و تحت نام فرانک بلک به فعالیت می‌پرداخت. پس از اینکه دو آلبوم با ناشر 4AD منتشر کرد، از این ناشر جدا شد و یک گروه موسیقی جدید تشکیل داد. در سال ۲۰۰۷ مجدداً نام بلک فرانسیس را برای خود انتخاب کرد.